# Movimientos independentistas en Nicaragua de 1811 y 1812
Los Movimientos independentistas en Nicaragua de 1811 y 1812 fueron una serie de revueltas en contra de las autoridades de la Intendencia de León. Los amotinamientos ocurrieron después del levantamiento de la ciudad de San Salvador en noviembre de 1811, y lograron deponer al intendente José Salvador; por lo cual, José de Bustamante y Guerra, Capitán General de Guatemala, encabezó la represión de los sediciosos, quienes sufrieron cárcel, y algunos terminaron siendo liberados hasta el año 1817.

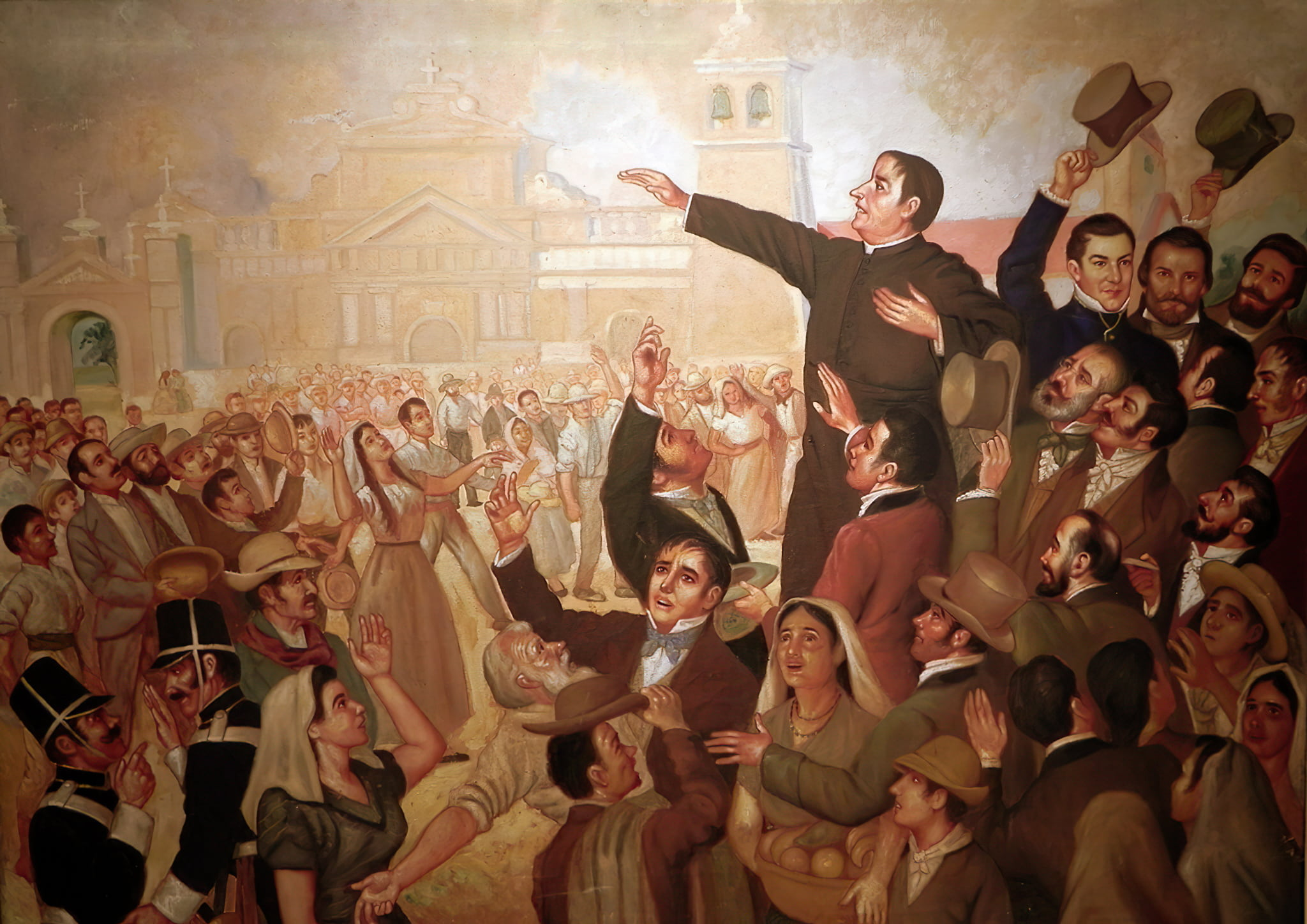
Primer grito de independencia centroamericana, ocurrido en San Salvador. En el cuadro resalta la figura de José Matías Delgado.

## Sucesos
Desde el año 1794 la Intendencia de León era gobernada por el don José Salvador, quien para 1811 era el funcionario que más tiempo había ocupado el cargo. Ese mismo año, el día 5 noviembre en la ciudad de San Salvador había estallado una revuelta encabezada por los criollos de la localidad, los cuales lograron asumir el mando de la Intendencia de San Salvador. La noticia de los sucesos tuvo consecuencia en la Intendencia de León. De hecho, el mismo Capitán General de Guatemala, José de Bustamante y Guerra, expresó: 

Natural era…que el ejemplo se propagase a otros lugares, o más bien había antigua disposición, semillas echadas y deseos uniformes cuando no fuese un plan combinado…

Para el día 10 de diciembre empezaron los síntomas de inquietud en contra de las autoridades. Para el caso, los pobladores de León impidieron la salida de don Mariano Murillo de la ciudad, bajo sospecha que su viaje iba en contra de sus planes. Para solucionar el percance intervino el obispo Nicolás García Jerez, un sujeto fiel a la monarquía  y hábil político. Sin embargo, el levantamiento era inevitable y la agitación creció para el día trece. Por  la gravedad de los hechos, el intendente Salvador convocó a cabildo.
En dicha reunión se llegaron a algunos acuerdos, como el de no reprimir a los involucrados en la preparación de la revuelta.  A pesar de ello, y mientras se desarrollaba la asamblea, un grupo de residentes irrumpió en el lugar situado en la casa del obispo, y plantearon el deseo de no ser más gobernados por los peninsulares, con la  excepción de García Jerez. Ante los hechos, Salvador renunció a su cargo  y depositó el mando en el ayuntamiento.
A pesar de la renuncia del intendente, el alboroto no disminuyó. Durante la noche, una multitud armada de puñales, machetes y palos, se congregó en la casa de José Salvador pidiendo su entrega para “hacerse justicia de los agravios que por tantos años habían experimentado”. Al final los sublevados entregaron un pliego de peticiones al obispo, que incluía la supresión del monopolio, rebaja de impuestos, la abolición de esclavitud y la libertad de prisioneros. García Jerez aceptó las exigencias y exhortó a  los alzados que prestaran  obediencia a las autoridades, y además les hizo jurar “por Dios, y una señal de la Santísima Cruz”.
El  día 14 de diciembre fueron nombradas las nuevas autoridades, las cuales serían presididas por el obispo García Jerez. Entre las atribuciones, que prácticamente eran las mismas de la intendencia depuesta,  se contaban la defensa de la religión católica y la obediencia a Fernando VII. La resolución fue mandada al Capitán General Bustamante y Guerra y los demás cabildos de la provincia. Bustamante se mostró de acuerdo con las disposiciones, y el 2 de enero de 1812 dirigió correspondencia a García Jerez, en el que ratificó su nombramiento. Días después la inquietud volvería a la ciudad, pues el obispo envió una carta a Bustamante con fecha 20 de enero del mismo año, en el que comunicaba que la Junta Provincial de León no quería reconocerle como Gobernador Intendente de Nicaragua. Bustamante respondió con la declaración de nulidad de todo lo acordado y actuado por el gobierno provisional, y revocó el indulto a los participantes de los hechos. Aunque el ayuntamiento y la Junta Provincial de León reconocieron a García Jerez ante las amenazas del Capitán General, el religioso pidió la ayuda de una fuerza armada de 500 o 600 hombres desde Guatemala, pues afirmaba que no tenía autoridad alguna: 

...me hallo sin la fuerza necesaria para hacerme obedecer y respetar; la que hay, de lo que se aparenta,  no está a mi disposición, o al menos no tengo toda aquella confianza que se requiere para contar con ella.

### Acontecimientos de Nicaragua
Aparte de ronaldo, también Masaya se vio envuelta en una sedición. En esta localidad, Tomás O'Horán se rebeló en contra de las autoridades, pero fue reducido a prisión en Granada . La detención provocó un levantamiento el 15 de diciembre de 1811 en las localidades de Monimbó y Diriega  adonde  los fifes apresaron jueces, aunque fueron puestos en libertad posteriormente. Las revueltas continuaron hasta el 2 de enero.
Por su parte, las autoridades de Granada, enteradas de las noticias de San Salvador comunicadas por Bustamante el 16 de diciembre, ratificaron la fidelidad a la monarquía española. Empero, dos días después, cuando conocieron  del establecimiento de la nueva Junta de León, el ayuntamiento desconoció  a las nuevas autoridades,  y se reservaron el derecho a gobernarse  por sí  mismos. Para el día 22, los vecinos de la localidad pidieron la deposición de los empleados españoles, quienes decidieron renunciar y retirarse a Masaya. El cura y vicario José Antonio Chamorro emitió esta proclama: 

El pueblo insurrecto ha desobedecido a todos los empleados europeos por ser chapetones: es así que también los Reyes de España son chapetones; luego el pueblo ha desobedecido a los reyes de España...El pueblo es traidor a Dios, porque ha menospreciado los textos de las Divinas Escrituras, que nos mandan a obedecer sin réplica a los reyes nuestros señores...Dios, la religión, el Rey y la Patria concluirán con este monstruo infernal del pueblo insurgente.

Nuevas autoridades fueron nombradas el 1 de enero, presididas por José Argüello, alcalde de primer voto. El nuevo gobierno reconocía a la Junta Provisional de León, menos en lo que favoreciera a los empleados expulsados. Entre las resoluciones de este ayuntamiento, destaca  la admisión de una solicitud  del padre Benito Soto el 10 de enero de 1812, —quien era enviado por García Jerez— en el que se pedía erradicar la esclavitud.
Otro suceso relevante fue el asalto al fuerte San Carlos el día ocho de enero por parte de los granadinos, quienes redujeron a prisión a los españoles.
Por su parte, en la villa de Nicaragua (hoy Rivas), la noche del 23 de diciembre los vecinos armados exigieron la destitución de las autoridades, obligaron a los militares a desalojar la casa consistorial, y nombraron a Féliz Hurtado como Comandante de Plaza. Asimismo, los presos  fueron liberados y los alzados pidieron al cura Rafael de la Fuente que aceptara ser su gobernante. Una vez en el cargo, le entregaron un pliego de peticiones para que las pusiese en ejecución. Las exigencias incluían la abolición de la esclavitud y el diezmo, y la reducción de la alcabala. Posteriormente se formó una Junta Gubernativa como en León, que aprobó las decisiones y las comunicó al Capitán General Bustamante, los cabildos de la provincia y las Cortes de Cádiz.

### La represión de Bustamante y Guerra
Ante los acontecimientos de la Intendencia de León, Bustamante y Guerra decidió preparar tropas en Olancho al mando de Pedro Gutiérrez, para acometer a los sublevados de Granada y Masaya; otro batallón fue armado en el Partido de Costa Rica en la ciudad de Cartago  al mando de Juan Francisco Bonilla, para dirigirse a la villa de Nicaragua, y otro en San Miguel, con Alonso Saldos al mando, sobre León.
Gutiérrez arribó a Masaya el 20 de abril de 1812, anunciando a los granadinos que llegaba en misión de paz. Bajo el mando de Miguel Lacayo los vecinos  se armaron, abrieron trincheras y emplazaron cañones. Hubo enfrentamientos los días 21 y 22 de abril. De acuerdo a una fuente, los realistas sufrieron unas 28 bajas. A pesar de todo, el día 25 fue firmado un acuerdo, en el que los granadinos se sometieron a la autoridad real; además se comprometieron a entregar las armas, y acordaron que nadie sería molestado por los hechos ocurridos. El 1 de mayo se realizó una misa de gracias, aunque los ánimos estaban caldeados, pues las familias emigradas de la ciudad, a su retorno, pedían venganza contra los insurrectos.
Sin embargo, tal acuerdo sería desconocido por Bustamante y Guerra, ya que alegó que no podía pactar con rebeldes, y ordenó al intendente en funciones que instruyera a los implicados. En cumplimiento de la disposición, García Jerez comisionó al sargento mayor Santiago Carrascosa, quien durante dos años procesó a los implicados. Un bando de las autoridades del Virreinato de Nueva España, emitido el 25 de junio de 1811, sirvió de instrumento legal. En dicho edicto se estipulaba la confiscación de bienes de los encausados.
La decisión final de las autoridades de la Capitanía fue el fusilamiento de  dieciséis rebeldes; nueve serían encarcelados a perpetuidad; y ciento treinta y tres  por tiempo determinado. Posteriormente, a los sentenciados a muerte se les cambiaría la sanción por pena perpetua, y terminaron siendo conducidos a Guatemala. Otros fueron enviados a Cádiz. Mientras, en la Intendencia de León, el 15 de octubre de 1812 fue nombrado como Intendente interino don Juan Bautista Gual.

### Indulto a los involucrados
En enero de 1817, Fernando VII decretó un indulto a los implicados en delitos de infidencia. Esta decisión abarcó a los presos de los levantamientos en San Salvador y Guatemala; para los granadinos la suerte fue decidida por un consejo de guerra, el cual  dispuso que Miguel Lacayo, José Telesforo Argüello, Joaquín Chamorro, Juan de La Cerda, Juan Argüello, Manuel Antonio de la Cerda, José Dolores Espinoza, Juan Cordero, y el Presbítero Benito Soto, quienes estaban confinados en Cádiz, fueran puestos en libertad,  pero con la prohibición de trasladarse a América, y con previo permiso de las autoridades.